# Тецков, Дмитрий Иванович
Дмитрий Иванович Тецков (20 октября [1 ноября] 1810, Томск — 17 октября 1882, Томск) — крупный томский предприниматель.

## Биография
Происходит из томской старообрядческой мещанской семьи. Дальние предки носили фамилию Кетсковы (Клетсковы), были казаками. Хранившиеся в семье Тецкова документы показывали принадлежность семье Тецковых недвижимого имущества в приходе Богоявленского собора в Томске ещё в 1701 году. Специального образования не получил, прошёл «школу жизни», постепенно отказался от старообряческих принципов. По отзывам современников в жизни был правдивым, прямолинейно-честным человеком, открыто выражавшим своё мнение, не взирая на чины и звания.
Тецков гордился своей фамилией и предками, иногда это вызывало иронию: 

«Тецков отрекомендовался мне чуть ли не потомком самого Ермака»— В. М. Флоринский
В 1840 году Д. Тецков записался в 3-ю купеческую гильдию, в 1859-м перешёл во 2-ю гильдию, а в 1864 — в 1-ю гильдию. Более 20 лет был представителем Российско-американской компании, осваивавшей так называемую Русскую Америку и острова в Тихом океане.
В 1852 годы вместе с компаньонами организовал пароходную компанию «Опыт», осуществлявшую перевозки между Томском и Тюменью. В 1860 году после раздела имущества приобрёл в собственность пароход «Иртыш», тогда же построил пароход «Дмитрий». Владел пристанями со складами в Томске, Тюмени и Ирбите. Имел маслобойный и дуботолчный (скорняжный) заводы, три каменных дома и один деревянный в Томске, а также золотые прииски.
Тецков много сил и времени уделял обустройству и организации работы находившегося на углу с Миллионной улицей (ныне — проспект Ленина) принадлежавшего ему постоялого двора «Сибирское подворье». Французский путешественник Эдмон Котто (фр. Edmond Cotteau), проезжавший через Томск и останавливавшийся в «Сибирском подворье», остался впечатлён манерами хозяина — большого роста, корпусного, полного и бородатого, который при каждой встрече с Котто здоровался и крепко жал и тряс его руку, желая показать тем своё расположение, поскольку иностранными языками не владел.
По свидетельству К. Н. Евтропова обладавший огромной физической силой Тецков поднимал двадцатипятипудовую (ок. 400 кг) чугунную бабку для забивания свай.
Много времени отдавал общественной работе, в 1839 году избирался старостой мещанского общества. Перейдя в купеческое сословие с 1846 года состоял гласным Томской городской думы, с 1864 по 1874 год четырежды избирался городским головой Томска.
Входил в комитет по постройке Троицкого кафедрального собора (с 1859 года).
После смерти Тецкова над его несовершеннолетними детьми было учреждено опекунство. Ходили слухи, что состояние Тецкова было во многом разворовано «опекунами». Вскоре его вдова с детьми уехала из Томска в Москву.

## Известные адреса

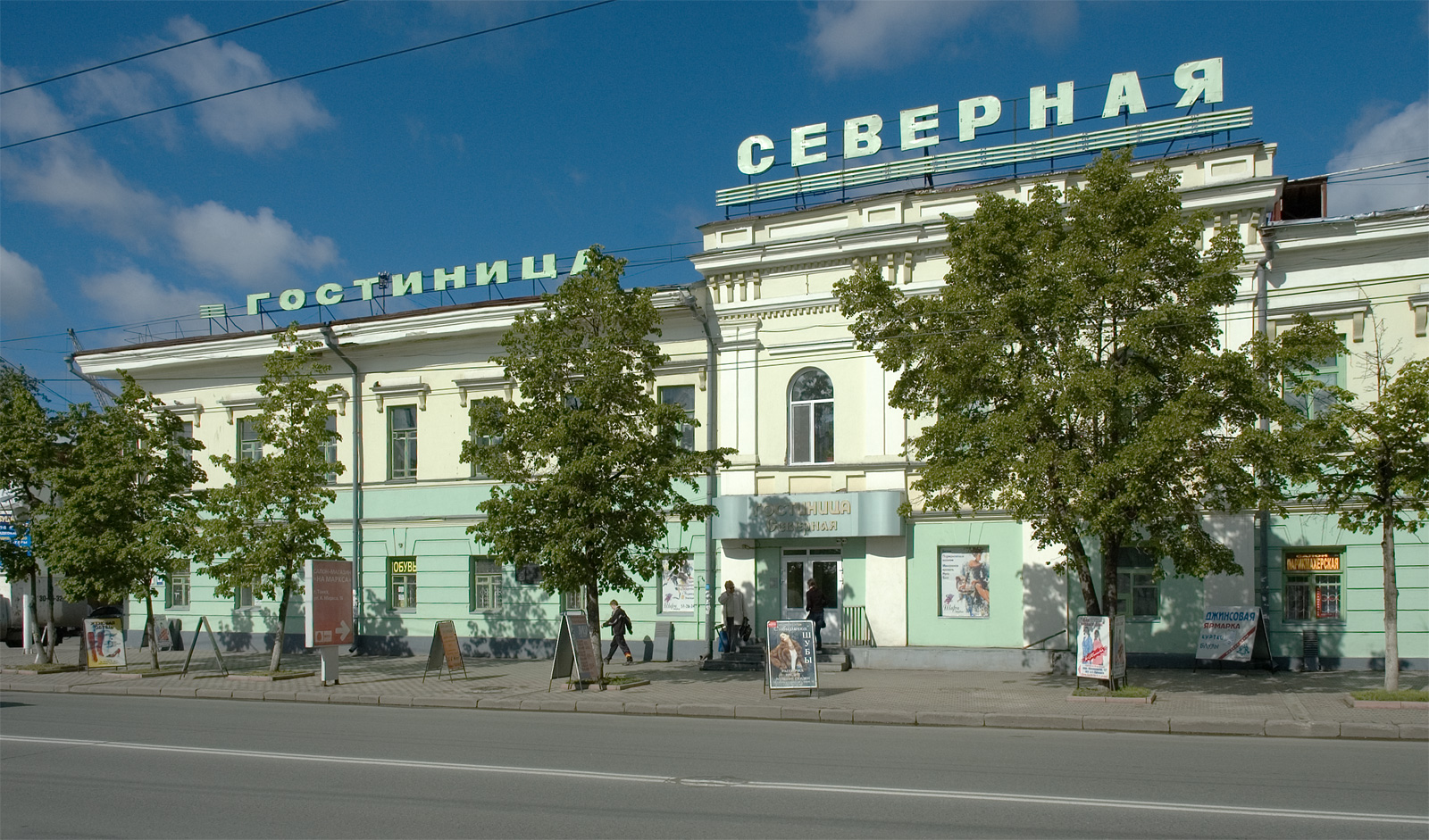
Томск. Бывшее Тецковское подворье

### Томск
По имени Тецкова в Томске был назван переулок (ныне — Кооперативный). На углу переулка с Миллионной улицей (ныне — проспект Ленина) располагался постоялый двор «Сибирское (Тецковское) подворье» (ныне — гостиница «Северная»).
Собственный дом — Духовская ул. (ныне — Совпартшкольный переулок), 10.
В 1856 году на средства Тецкова была возведена часовня у Дальнего ключа.